# Культурна лихоманка в Китаї
Культурна лихоманка в Китаї (кит. трад. 文化 熱, спр. 文化 热, піньїнь: Wénhuàrè, англ. Chinese Cultural Fever) — культурний рух в КНР, що існував в період пізніх 1980-х років. Рух було викликано до життя політикою ринкових реформ і нового «відкриття» Китаю світу і особливо Західної думки. Може вважатися першою з 1949 року незалежною культурною ініціативою в КНР. Трагічно перервано  змінами в політичному житті Китаю.